# アウグスタ (イタリア)
アウグスタ（イタリア語: Augusta）は、イタリア共和国シチリア州シラクーザ県にある都市であり、その周辺地域を含む人口約3万6000人の基礎自治体（コムーネ）。
シチリア島東岸、イオニア海に面した港湾都市で、イタリア有数の貿易港を擁し、県内第2位のコムーネ人口を持つ。

## 名称
イタリア語以外では以下の名称を持つ。
- シチリア語: Aùsta

中世にはアウグスタ（Augusta）のほか、アゴスタ（Agosta）の名称で呼ばれた。

## 地理

### 位置・広がり
シラクーザ県北部のコムーネで、イオニア海に面する。
アウグスタの旧市街地は島に位置する。16世紀に地峡を開削して島にしたもので、本土との間は2本の橋で結ばれている。アウグスタには2つの港がある。

#### 隣接コムーネ
隣接するコムーネは以下の通り。
- カルレンティーニ
- メリッリ

## 行政

### 分離集落
アウグスタには、以下の分離集落（フラツィオーネ）がある。
- Agnone, Brucoli, Castelluccio

## 歴史
この街の付近には、古代ギリシャ時代にドーリア人の築いた植民都市メガラ・ヒュブラエアがあった。
現在の都市は1232年、神聖ローマ皇帝（シチリア王でもあった）フリードリヒ2世によって建設された。フリードリヒが自らに反対したチェントゥーリペやモンタルバーノの都市を破壊したのに代わって建設したもので、フリードリヒはこの都市を Augusta Veneranda と呼んだ。
アンジュー＝シチリア家のカルロ1世（シュルル・ダンジュー）による統治を経て、アラゴン系のシチリア王国（アラゴン連合王国の一部）の領土となった。1392年以降は、モンカダ家のギジェルモ・ライモンド2世 (it:Guglielmo Raimondo II Moncada) の所領になった。1560年に王領（スペイン王領）に戻り、オスマン帝国の海賊に備えて要塞化が図られた。
1676年には、近海においてオランダ・スペイン連合軍とフランスとの海戦が行われた（アウグスタの海戦）。1693年に、街は大地震 (1693 Sicily earthquake) と津波によって大きな被害を受けている。
第二次世界大戦の後半、連合国軍によるシチリア進攻作戦（ハスキー作戦）が行われたが、アウグスタは1943年7月13日にモントゴメリー将軍率いるイギリス第8軍によって上陸・占領された。

## 社会

### 経済・産業
アウグスタ港はイタリア有数の港湾である。港の近くには、エクソンモービル社の製油所がある。

## 人物

### 著名な出身者
- エマヌエーレ・ダストルガ - 18世紀の作曲家。
- オルソ・コルビーノ - 20世紀の物理学者、政治家。
- ジョバンニ・ラバッジ - F1レーサー。
- マルチェロ・ジョルダーニ（英語版） - オペラ歌手。
- ロイ・パチ（英語版） - トランペッター、歌手、作曲家。
- アントニオ・スカドゥート（英語版） - カヌー選手。